# Taka piękna katastrofa
Taka piękna katastrofa (ang. It's a Disaster) – amerykańska komedia z 2012 roku oparty na scenariuszu i reżyserii Todda Bergera. Wyprodukowany przez Oscilloscope Laboratories. W filmie występują Rachel Boston, David Cross, America Ferrera, Jeff Grace, Erinn Hayes, Kevin M. Brennan, Blaise Miller, Julia Stiles i Todd Berger..
Światowa premiera filmu miała miejsce 20 czerwca 2012 roku podczas Festiwalu Filmowego w Los Angeles. Premiera filmu w Stanach Zjednoczonych odbyła się 12 kwietnia 2013 roku, natomiast w Polsce odbyła się 7 czerwca 2013 roku.

## Opis fabuły
Tracy Scott (Julia Stiles), 30-letnia singielka z Los Angeles, na comiesięcznym spotkaniu z przyjaciółmi chce im przedstawić swojego nowego chłopaka. Od ich opinii uzależnia to, czy ich związek będzie się rozwijać. Jednak miła rozmowa przy stole powoli przeradza się w kłótnię. Na domiar złego sąsiad przynosi ponure wieści. Nadciąga katastrofa.

## Obsada
- Rachel Boston jako Lexi Kivel
- David Cross jako Glenn Randolph
- America Ferrera jako Hedy Galili
- Jeff Grace jako Shane Owens
- Erinn Hayes jako Emma Mandrake
- Kevin M. Brennan jako Buck Kivel
- Blaise Miller jako Pete Mandrake
- Julia Stiles jako Tracy Scott
- Todd Berger jako Hal Lousteau

i inni.